# Kościół Wszystkich Świętych w Ptaszkowej
Kościół Wszystkich Świętych w Ptaszkowej – rzymskokatolicki dawny kościół parafialny pw. Wszystkich Świętych, wybudowany w 1555, znajdujący się w Ptaszkowej.
Do 2016 parafialny, obecnie pełni funkcję kościoła pomocniczego. Świątynia leży na szlaku architektury drewnianej w Województwie Małopolskim. 

## Historia
Kościół powstał w 1555, a budowniczym był cieśla Jan Joachim Kukla z Grybowa. W XVII w. dostawiono wieżę. W latach 1880-83 podniesiono wieżę, rozebrano sobótki, ściany oszalowano, a kościół pokryto blachą. W 1929 do nawy dostawiono dwie kaplice, które utworzyły transept. Tą nietypową przebudowę zaprojektował architekt Zdzisław Mączeński.
W 1845 ochrzczono tu Emilię Podoską, Służebnicę Bożą.

## Architektura i wyposażenie
Jest to obiekt drewniany konstrukcji zrębowej, orientowany, z wieżą słupowo-ramową. Bryła kościoła składa się z trójbocznie zamkniętego prezbiterium z zakrystią od północy, dwóch kaplic bocznych o charakterze transeptu, nawy i wieży. Wieża z zabudowanymi podcieniami, z węższym pięterkiem dzwonowym, nakryta jest cebulastym hełmem z latarnią. Nad sanktuarium i nawą blaszany dach jednokalenicowy. Ściany oszalowane pionowo z listwowaniem.

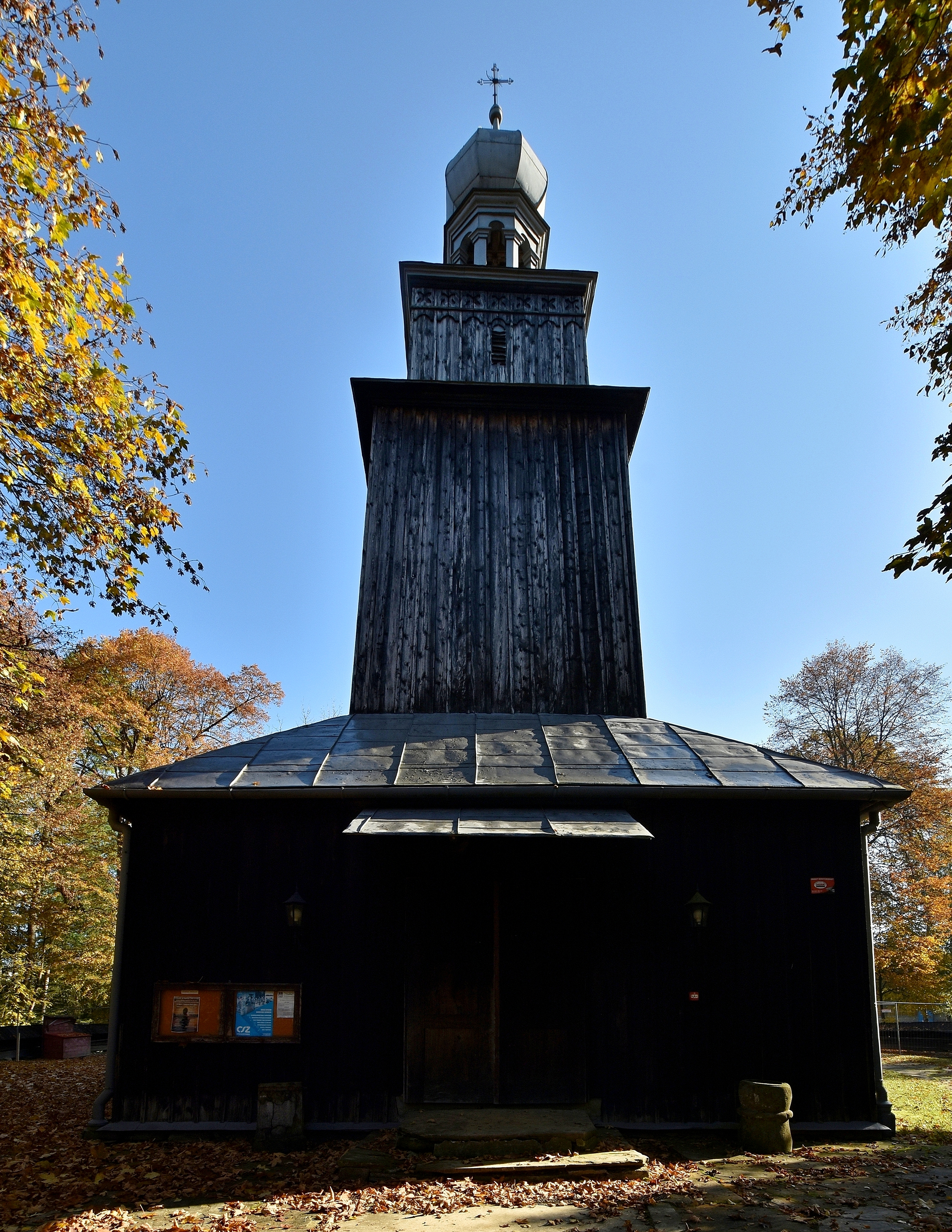
Elewacja frontowa
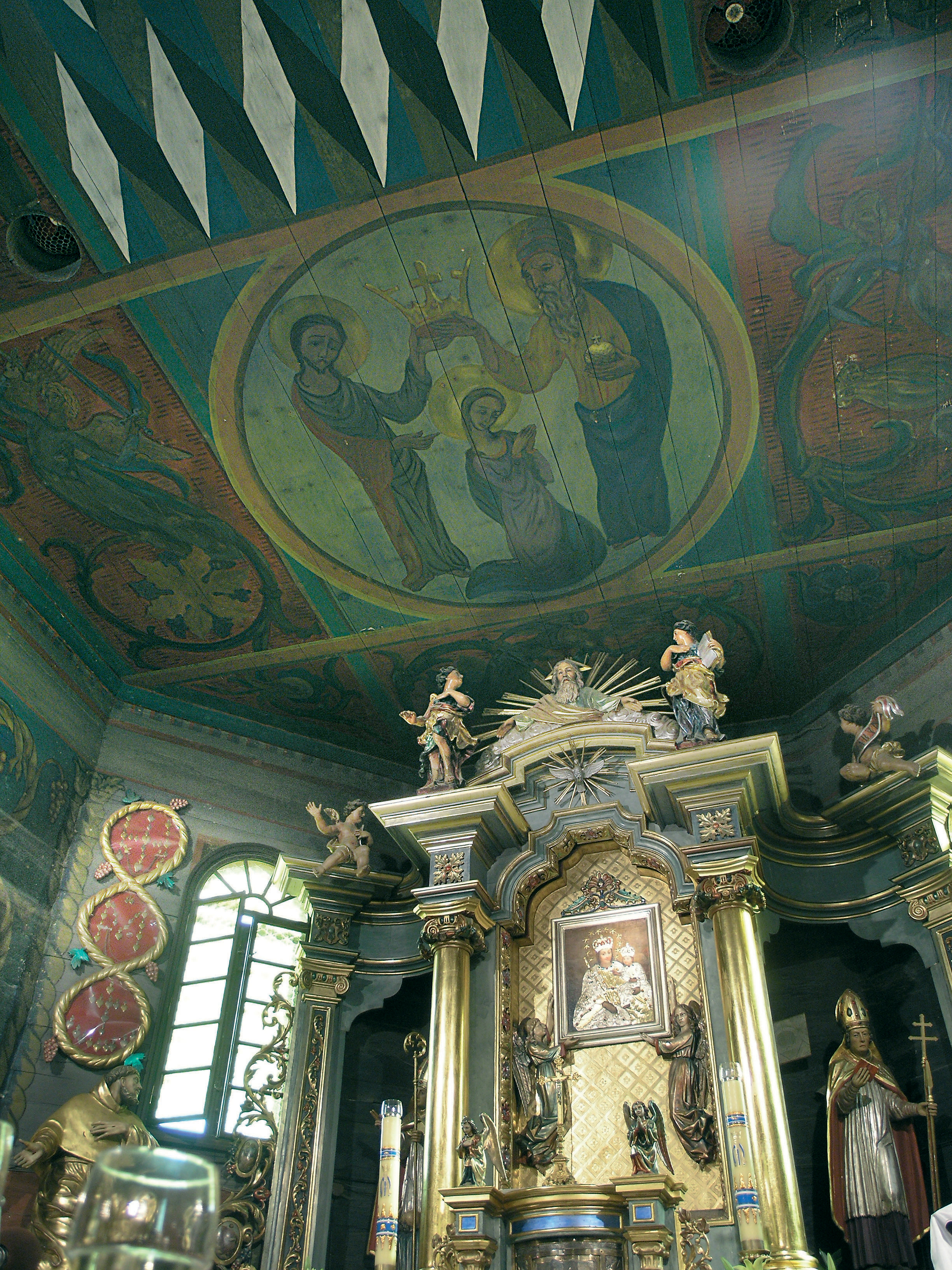
Wnętrze świątyni
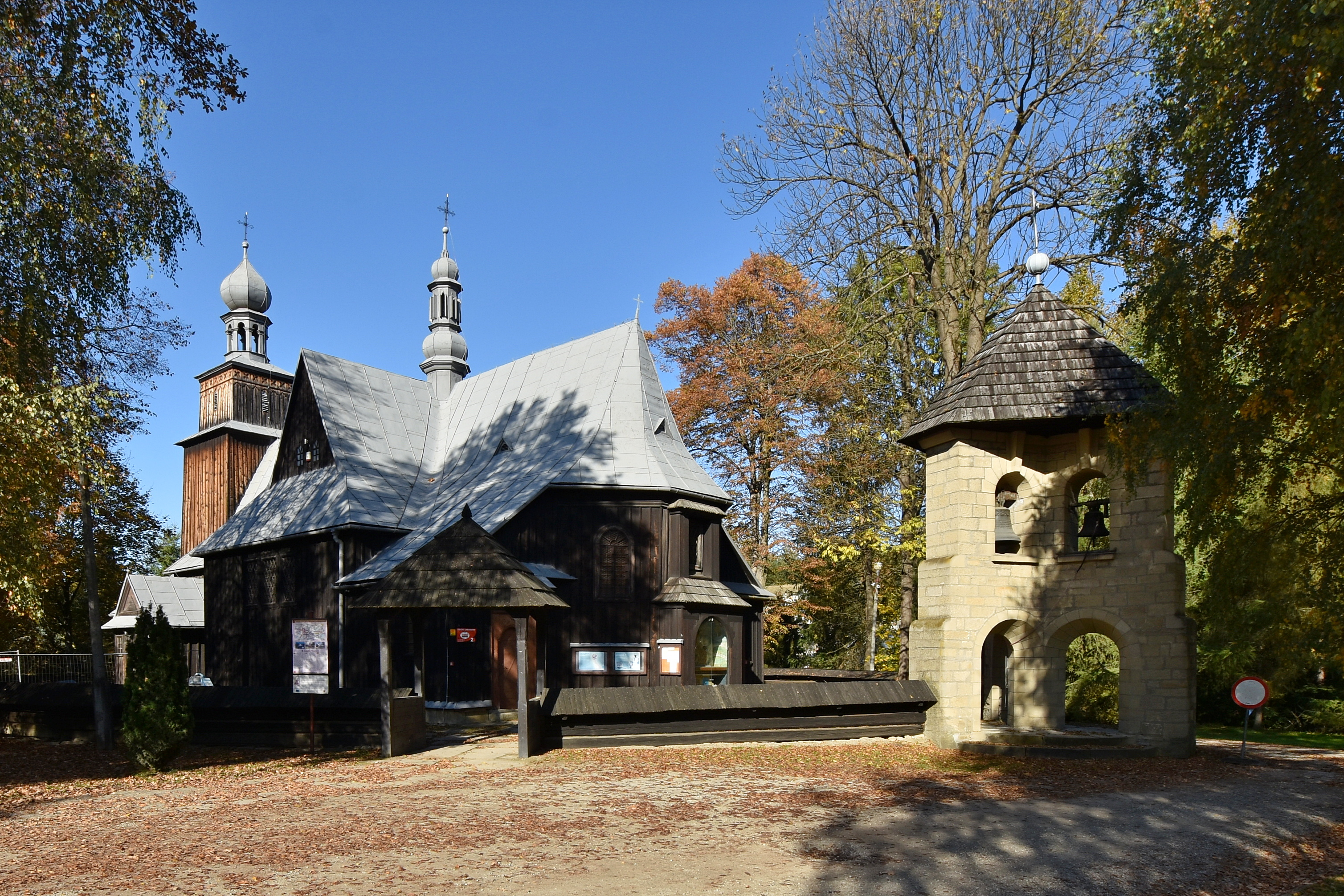
Widok od strony prezbiterium i dzwonnica

Wewnątrz stropy płaskie, w transepcie pozorne sklepienia kopulaste oparte na słupach. Polichromia ornamentalno-figuralna z lat 1929-32 oraz z lat 1940. wzorowana na szesnastowiecznej autorstwa Józefa Dutkiewicza. W kruchcie fragmenty malowideł patronowych z XVI w. oraz fragmenty polichromii z 1795. Najcenniejszym elementem wyposażenia jest gotycka rzeźba Matki Boskiej z Dzieciątkiem z 1420 znajdująca się w osiemnastowiecznym prawym ołtarzu bocznym. Pozostałe wyposażenie to kamienna renesansowa chrzcielnica z 1506, rokokowa ambona i sześć ław z 1777.

### Wyposażenie przeniesione w inne miejsca
W ołtarzu głównym znajdował się od 1734 do 2016 obraz Matki Bożej Radosnej, sprowadzony przez Michała Stadnickiego, który przeniesiony został w 2016 do kościoła Imienia Najświętszej Maryi Panny w Ptaszkowej. 
Na zewnętrznej ścianie kościoła, w niszy prezbiterium, znajdowała się co najmniej od I połowy XIX wieku późnogotycka płaskorzeźba przedstawiająca modlitwę Jezusa w Ogrójcu (tzw. „Ogrojec”), datowana na lata 90. XV wieku i przypisywana Witowi Stwoszowi. Stanowiła część ekspozycji Muzeum Okręgowego w Nowym Sączu do 2016. Obecnie znajduje się w sali muzealnej kościoła Imienia Najświętszej Maryi Panny w Ptaszkowej.
Z kościoła pochodzą również skrzydła tryptyku z Ptaszkowej z ok. 1440. Obecnie obiekt, uważany za najstarszy w polskim malarstwie tablicowym cykl scen pasyjnych, znajduje się w Muzeum Diecezjalnym w Tarnowie.

## Otoczenie
Przy ogrodzeniu kościoła w 1932 wybudowano kamienną dzwonnicę według projektu Zdzisława Mączeńskiego, na której w 1959 zawieszono nowe dzwony.